# تمنآيت (أكودي نالخير)
تمنآيت هي إحدى مشيخات المملكة المغربية، تتبع جغرافيا لإقليم أزيلال وإداريًا لأكودي نالخير. يقدر عدد سكانها بـ 3016 نسمة حسب الإحصاء الرسمي للسكان والسكنى لسنة 2004.